# The "Civil War" EP
The "Civil War" EP è il terzo EP del gruppo musicale statunitense Guns N' Roses, pubblicato il 24 maggio 1993 dalla Geffen Records.
L'EP deve il proprio nome al brano Civil War, traccia d'apertura del quarto album in studio Use Your Illusion II (1991).

## Tracce
1. Civil War (McKagan, Rose, Stradlin, Slash) - 7:36
2. Garden of Eden (Rose, Slash) - 2:41
3. Dead Horse (Rose) - 4:17
4. Intervista esclusiva con Slash  - 7:21

## Formazione
- Axl Rose – voce, chitarra folk (traccia 3)
- Slash – chitarra solista, cori
- Izzy Stradlin – chitarra ritmica, cori
- Duff McKagan – basso, cori
- Dizzy Reed – tastiera
- Matt Sorum – batteria, percussioni, cori